# Unchiul Vania

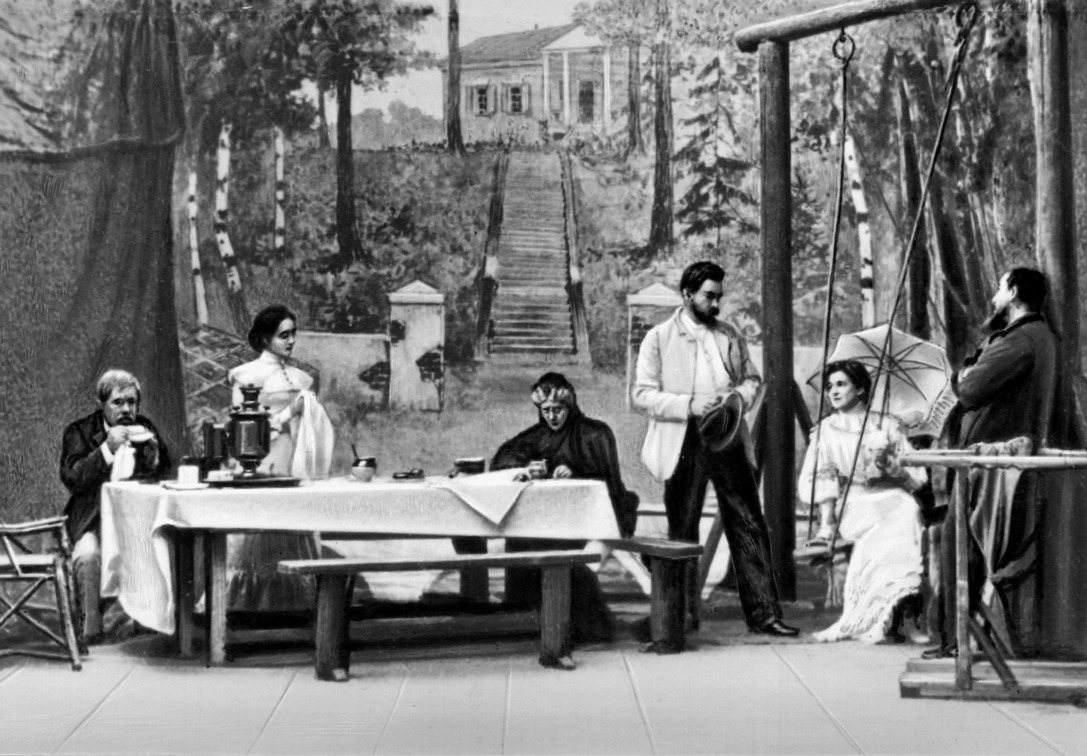
Scenă din Actul I - Teatrul de Artă de la Moscova, 1899

Unchiul Vania (titlul original: în rusă Дядя Ваня, transliterat: Diadia Vania) este o piesă de teatru în patru acte a scriitorului rus Anton Cehov cu personajele Aleksandr Vladimirovici Serebriakov, un profesor, soția lui Elena Andreevna Serebriakov și fiica lui dintr-o căsătorie anterioară Sonia Aleksandrovna Serebriakov, Maria Vasilevna Voinițki — mama primei soții a profesorului și fiul ei Ivan Petrovici Voinițki („Unchiul Vania”), doctorul Mihail Astrov, proprietarul Ilia Telegin, dădaca Marina. Pe parcursul operei, personajele discută mult, apar diferite intrigi, atmosfera emoțională din casa în care locuiesc devine tot mai grea, iar spre sfârșit se decide plecarea profesorului cu Elena din casa respectivă.